# Arvo Hannikainen
Arvo Sakari Hannikainen (ur. 11 października 1897 w Jyväskylä, zm. 8 stycznia 1942 w Helsinkach) – fiński dyrygent i skrzypek.

## Życiorys
Syn Pekki Hannikainena. W latach 1915–1917 uczył się gry na skrzypcach w Helsinkach, następnie w latach 1920–1923 kształcił się w Berlinie i Weimarze. W późniejszych latach był uczniem Jacques’a Thibaud i Eugène’a Ysaÿe’a w Paryżu. Od 1917 roku był członkiem helsińskiej orkiestry symfonicznej, w latach 1923–1946 pełnił funkcję jej koncertmistrza. Jako skrzypek-solista debiutował w 1920 roku. Grał też w trio z braćmi Ilmarim i Tauno. Od 1926 do 1942 roku prowadził klasę skrzypiec i kameralistyki w Akademii Sibeliusa, gdzie dyrygował również orkiestrą studencką.
Jego żoną była śpiewaczka Mary Hannikainen (1901–1974).